# (6684) Володшевченко
(6684) Володшевченко (лат. Volodshevchenko) — типичный астероид главного пояса, открыт 19 августа 1977 года советским астрономом Николаем Черных в Крымской астрофизической обсерватории и 24 января 2000 года назван в честь советского кинорежиссёра Владимира Шевченко.

## Обнаружение и именование
(6684) Володшевченко
Открыт 19 августа 1977 года в Крымской астрофизической обсерватории Н. С. Черных.
Владимир Никитович Шевченко (1929—1987) — украинский кинорежиссёр, наиболее известный своим фильмом о Чернобыльской катастрофе. В Италии был учреждён специальный приз его памяти, присуждаемый за фильмы о проблемах мира и защиты окружающей среды.
Оригинальный текст (англ.)6684 Volodshevchenko
Discovered 1977 Aug. 19 by N. S. Chernykh at the Crimean Astrophysical Observatory.
Vladimir Nikitovich Shevchenko (1929—1987) was a Ukrainian film producer best known for his film about the Chernobylʹ disaster. A special prize in his memory was founded in Italy, awarded for films on the challenges of peace and the protection of the environment.
Источники: 20000124/MPCPages.arc; M.P.C. 38195.

## Орбита

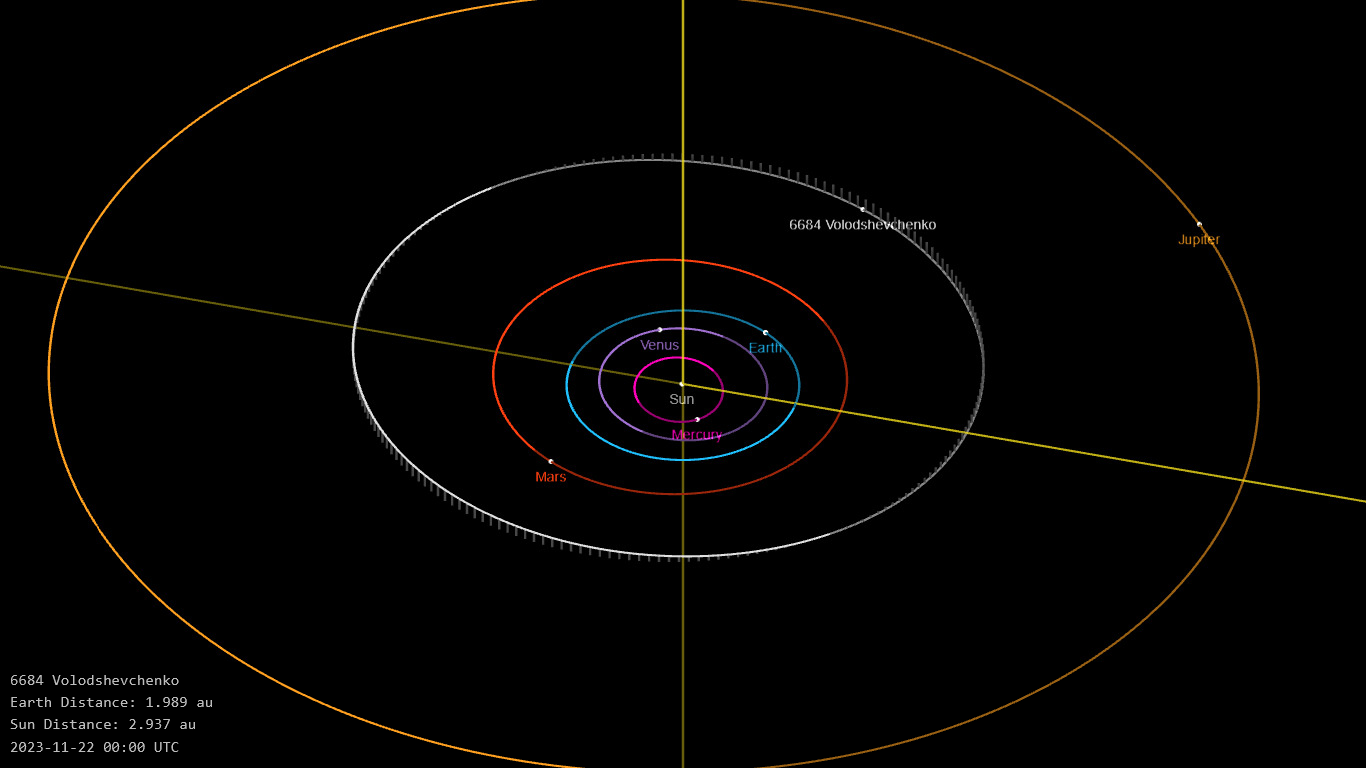
Орбита астероида Володшевченко и его положение в Солнечной системе

## Физические характеристики
Астероид относится к таксономическому классу C.
По результатам наблюдений в видимом и ближнем инфракрасном диапазоне космического телескопа NEOWISE диаметр астероида оценивался равным 5,144±0,241 км. Согласно тем же источникам альбедо оценивается как 0,4618±0,0937 и 0,462±0,094.